# 吴义勤
吴义勤（1966年2月—），男，江苏海安人，中国作家、文学理论家、评论家，中国作家协会主席团委员，曾任山东师范大学教授，现任中国现代文学馆馆长。